# Mournful Congregation
Mournful Congregation (с англ. — «Скорбящая община») — группа, играющая в стиле фьюнерал-дум, из Аделаиды, Южная Австралия, основанная в 1993 году, в состав которой входили участники Chalice, Cauldron Black Ram и Esoteric.

## История

### Начало (1993–2009)
В 1990-х годах группа выпустила три демо-записи; Последний из них Tears From A Grieving Heart был переиздан на виниле в 2001 году. Все демо-релизы группы были переизданы, наряду с их стороной сплит-сингла The Epitome of Gods and Men Alike с группой Worship, на двойном CD The Dawning of Mournful Hymns, выпущенном в 2002 году. Еще один сплит-сингл на 7" A Slow March to the Burial с группой Stabat Mater был выпущен в 2004 году. 2005 год ознаменовался выпуском первого LP группы The Monad of Creation. Несмотря на дату выпуска LP, часть материала относится к самому раннему периоду записей группы в 1994 году. В 2009 году группа выступила вживую впервые за пятнадцать лет своего существования. Они отыграли четыре концерта в Австралии, а затем еще 17 концертов по всей Европе в поддержку своего альбома The June Frost, выпущенного в том же году.

### Сборники иThe Book of Kings(2011–2018)
В сентябре 2011 года группа выпустила сборник The Unspoken Hymns. Матиас Бладакс из VoltageMedia отметил, что «это одни из лучших работ Mournful Congregation… он призван познакомить американскую аудиторию с одной из лучших австралийских групп. В сборник вошли песни [и версии песен], ранее доступные только на давно распроданных лимитированных виниловых сплитах, и, будучи человеком, который обычно не любит лучшие сборники, я считаю этот релиз весьма достойным».
Их четвёртый студийный альбом The Book of Kings вышел в ноябре 2011 года на лейбле Obsidian Records. Майкл О’Брайен из The Metal Forge оценил альбом на 9,5 баллов из 10, заявив, что это «зрелый и почти безупречный альбом… [и] он подтвердил их место в высшем эшелоне жанра дум-метал, записав, безусловно, их лучшую и самую зрелую работу на сегодняшний день». Они отправились в тур по западному побережью США.
Пятый альбом Mournful Congregation The Incubus of Karma вышел 23 марта 2018 года.

## Дискография
Демо-записи
- Weeping (1994)
- An Epic Dream of Desire (1995)

Сплит-альбомы
- Let There Be Doom... / The Epitome of Gods and Men Alike (2002-with Worship)
- A Slow March to the Burial (2004-with Stabat Mater)
- Ascent of the Flames / Descent of the Flames (2007-with Stone Wings)
- Four Burials (2008-with Otesanek, Loss, and Orthodox)

Студийные альбомы
- Tears from a Grieving Heart (2002)
- The Monad of Creation (2005)
- The June Frost (2009)
- The Book of Kings (2011)
- The Incubus of Karma (2018)

Сборники
- The Dawning of Mournful Hymns (2002)
- The Unspoken Hymns (20 September 2011)[1]
- Weeping/An Epic Dream of Desire (2012)

Мини-альбомы
- Concrescence of the Sophia (2014)
- The Exuviae of Gods, Part I (2022)
- The Exuviae of Gods, Part II (2023)